# Sebastian Meinberg
Sebastian „Meini“ Meinberg (* 22. Dezember 1982 in Münster) ist ein deutscher Fernsehmoderator und -redakteur. Er ist vor allem durch die Fernsehsendung  Puls – Qualitätsfernsehen deines Vertrauens des Jugendkanals Puls im Bayerischen Fernsehen und als ehemaliger Reporter der Sendung on3-südwild bekannt.

## Leben
Meinberg besuchte das Kopernikus-Gymnasium Rheine. Anschließend studierte er Journalistik an der Universität Eichstätt. Parallel arbeitete er für verschiedene Redaktionen; die ersten Fernsehsendungen moderierte er 2005 beim Ingolstädter Lokalfernsehen. 2006 erreichte Meinberg den 2. Platz des bayernweiten Nachwuchspreises des Dr.-Georg-Schreiber-Medienpreises der AOK Bayern für den Beitrag Die Befreierin im Magazin Einsteins der Universität Eichstätt. Bereits während des Studiums machte er Beiträge für das Bayerische Fernsehen und moderierte bei einem regionalen Fernsehsender. Er schloss ein Studium im Wintersemester 2008 mit einer Diplomarbeit über das Thema Zwischen Dorfposse und Kanzlerstreit – das Politmagazin im Dritten ab.
Bis 2012 war Meinberg Reporter bei on3-südwild.
2012 drehte Meinberg mit einem Filmteam neun Filme für die „Handwerk-Sommer-Tour“ der Handwerkskammer für München und Oberbayern.
2013 moderierte Meinberg gemeinsam mit Brigitte Theile die Nockherberg-Übertragung des Bayerischen Fernsehens.
Sebastian Meinberg ist seit dem 24. Mai 2013 Moderator der Sendung Puls – Qualitätsfernsehen deines Vertrauens, mit der er nach eigener Aussage die 16- bis 29-Jährigen über die Themen „Pop, Politik und Pommes“ erreichen will. Die Sendung moderierte er zunächst gemeinsam mit Vivian Perkovic und seit 2014 mit Ariane Alter. Nach 181 Folgen Puls im TV wurde diese Sendung mit der letzten Folge am 14. Dezember 2017 beendet. Die Formate Puls Reportage und Das schaffst du nie werden wöchentlich auf YouTube veröffentlicht.
Vom 12. bis 15. November 2019 moderierte er mit Ariane Alter 72 Stunden lang eine Talkshow im ARD- und ZDF-Jugendangebot Funk und stellte damit einen Weltrekord auf. Außerdem moderiert Meinberg die BR-Freitagabendshow Fakt or Fake.
Im September 2024 lief die letzte Puls Reportage, in der er die Moderation übernahm.